# Монсерье
Монсерье́ (фр. Montsérié, окс. Montserié) — коммуна во Франции, находится в регионе Юг — Пиренеи. Департамент — Верхние Пиренеи. Входит в состав кантона Сен-Лоран-де-Нест. Округ коммуны — Баньер-де-Бигор.
Код INSEE коммуны — 65323.

## География
Коммуна расположена приблизительно в 670 км к югу от Парижа, в 105 км юго-западнее Тулузы, в 36 км к юго-востоку от Тарба.
На западе коммуны протекает река Газав (фр. Gazave).

## Климат
Климат умеренно-океанический с солнечной тёплой погодой и обильными осадками на протяжении практически всего года.

## Население
Население коммуны на 2010 год составляло 51 человек.
| 1962 | 1968 | 1975 | 1982 | 1990 | 1999 | 2010 |
| ---- | ---- | ---- | ---- | ---- | ---- | ---- |
| 60   | 46   | 51   | 49   | 49   | 47   | 51   |

## Администрация
| Период | Период | Фамилия       | Партия | Примечания |
| ------ | ------ | ------------- | ------ | ---------- |
| 2001   | 2020   | Жан-Клод Роже |        |            |

## Экономика
В 2010 году среди 31 человека трудоспособного возраста (15-64 лет) 23 были экономически активными, 8 — неактивными (показатель активности — 74,2 %, в 1999 году было 67,7 %). Из 23 активных жителей работали 19 человек (9 мужчин и 10 женщин), безработных было 4 (3 мужчин и 1 женщина). Среди 8 неактивных 0 человек были учениками или студентами, 4 — пенсионерами, 4 были неактивными по другим причинам.